# Kniha Júdit

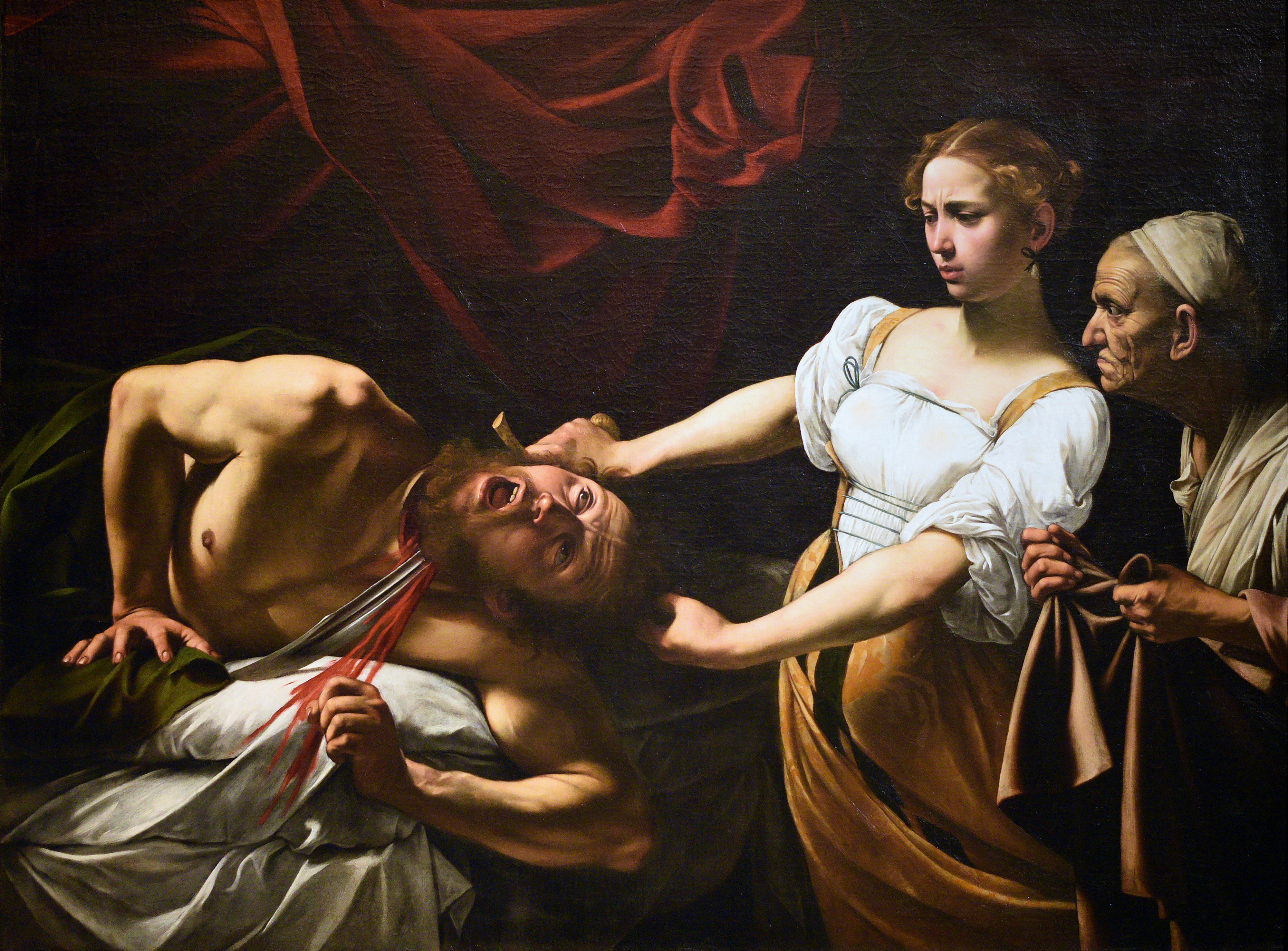
Judita odřezává hlavu Holofernovu, Caravaggio

Kniha Júdit je jednou z deuterokanonických knih Starého zákona. Řecká bible a katolické i pravoslavné církve ji pro její povahu řadí mezi dějepisné knihy.

## Text
Kanonický text knihy Júdit je řecký. Řeckého textu existují však hned tři verze:
1. Kodexy Septuaginty A a B;
2. Lukiánská verze;
3. verze odrážející se ve Vetus latina a v syrských překladech.

Svatý Jeroným, když překládal Písmo do latiny (tzv. Vulgáta), použil jako předlohu nedochovaný aramejský text, překlad nám neznámého hebrejského textu. Kratší hebrejské verze jsou známy z 11. století. Tiskem vyšly v letech 1519 a 1544. V Kumránu se kniha Júdit dosud nenašla.

## Obsah
Kniha popisuje fiktivní[zdroj?] příběh o tom, jak babylonský král Nabukadnésar bojoval proti Médům, až nad nimi zvítězil. Poté se chtěl pomstít západu, který mu v jeho boji nepřispěchal na pomoc. Všichni se mu podvolili, jen Židé nikoli. Ti se naopak opevnili v městě Betulii. Nabukadnésar proti Betulii vyslal vojsko pod vedením Holoferna. Ammónec Achior se jej pokusil varovat, že nad Židy bdí jejich Bůh, ale Holofernes ho za trest poslal přímo do Betulie, aby zahynul s tamními obyvateli.
Město bylo obklíčeno, obleženo a sevřeno. Zachránila je zbožná žena Júdit, která spoléhajíc se na Boha vyšla se svou služkou mimo město, nechala se Holofernem zajmout, oklamala ho a usekla mu hlavu. Poté se vrátila do Betulie. Následně bylo asyrské vojsko poraženo a odtáhlo pryč. Kniha končí písní chvály Júdit na Boží dobrotu a věrnost.
Z literární stránky je významná Júditina píseň, která se inspiruje v první části písní Debořinou (Sdc 5), druhá část oslavuje Boha jako stvořitele a zachránce židovského národa v dějinách. Júdit chápe svůj čin jako jeden z řady Božích zásahů ve prospěch svého lidu.

## Historicita a datace
Z historického hlediska je kniha plná do očí bijících rozporů. Hovoří se o asyrském králi Nabukadnésarovi, který sídlil v Ninive, (N. byl králem Babylónským); chrám stále stojí (za Nabukadnésara byl zničen); Holofernes je vojevůdce z doby vlády perského krále Artaxerxa III., který táhl do Egypta; město Betulie nám není známo. Spisovatel tedy nejspíše použil známá typická jména, aby sestavil svůj fiktivní příběh. Někteří badatelé se domnívají[kdo?], že se autor inspiroval Holofernovým tažením do Egypta, avšak z tohoto tažení se Holofernes vrátil živý.
Jelikož autor znal Holoferna a Bagoou (králova rádce), musel psát někdy po vládě Artaxerxa III., nejspíše na přelomu perské a makedonské nadvlády. Na druhé straně předpokládá jednotu Židů v odporu a nepočítá se zrádci a odpadlíky nebo znesvěcením chrámu, tedy píše před pronásledováním Židů za Antiocha IV. Dostáváme se tedy do rozmezí let 300 a 170 př. n. l..

## Poselství
Autor ve svém díle, kde vystupují spíše typické a symbolické postavy než postavy skutečné (Asýrie = úhlavní nepřítel Izraele; Nabuchodonosor = totéž; fiktivní město Betulie zastupuje všechny Židy obecně; apod.), popisuje útok Božích nepřátel proti Židům a zdůrazňuje, že hlavní zbraní proti nim je důvěra v Boha provázena postem a modlitbou. Bůh v pravý čas zasáhne, jako už vícekrát v dějinách (David a Goliáš, Jáel a Sísera) skrze slabého, mladého, nejmladšího nebo skrze ženu, aby tak ukázal svou moc. Židé nevítězí skrze meč, ale skrze věrnost Bohu a jeho zákonu.

## Júdit v moderní literatuře
Příběh Júdit pojednaný očima samotné hrdinky zpracoval chorvatský spisovatel a dramatik Miro Gavran v románu Judita (Záhřeb, 2001), do slovenštiny jej přeložil Ján Jankovič, do češtiny - Jaroslav Otčenášek (2007).
Marko Marulić rodák ze Splitu: Judita